# Otto Kohtz
Otto Kohtz (* 23. Februar 1880 in Magdeburg; † 22. Dezember 1956 in Berlin) war ein deutscher Architekt, Architekturtheoretiker und Autor.

## Leben und Werk
Otto Kohtz war ein jüngerer Bruder des später ebenfalls in Berlin ansässigen Malers Rudolf Kohtz. Nach Abschluss einer Maurerlehre und der Ausbildung an einer Kunstgewerbeschule bzw. Baugewerkschule war er in den Jahren 1898 bis 1901 in verschiedenen Architekturbüros in Hannover und Kassel tätig. Danach studierte er an der Technischen Hochschule Charlottenburg. 1907 gründete er zusammen mit Emil Schütze eine Sozietät in Berlin, trennte sich jedoch wenige Jahre später wieder von Schütze. Zwischen 1905 und 1908 bereiste er zu Studienzwecken zahlreiche europäische Länder. Im Ersten Weltkrieg geriet er in britische Gefangenschaft, aus der er 1919 entlassen wurde. Am 20. Mai 1913 verheiratete sich Otto Kohtz in Berlin-Schöneberg mit Agnes Kuban (* 12. Januar 1887 in Scharfenort, Kreis Samter). Nach deren Tod am 4. Juli 1936 in Berlin-Schöneberg ging Otto Kohtz 1938 in Berlin-Schöneberg eine zweite Ehe ein. Otto Kohtz lebte über lange Zeit in Berlin-Schöneberg, Wilhelm-Hauff-Str. 8. Belegt ist dies für den Zeitraum von 1913 bis 1936.

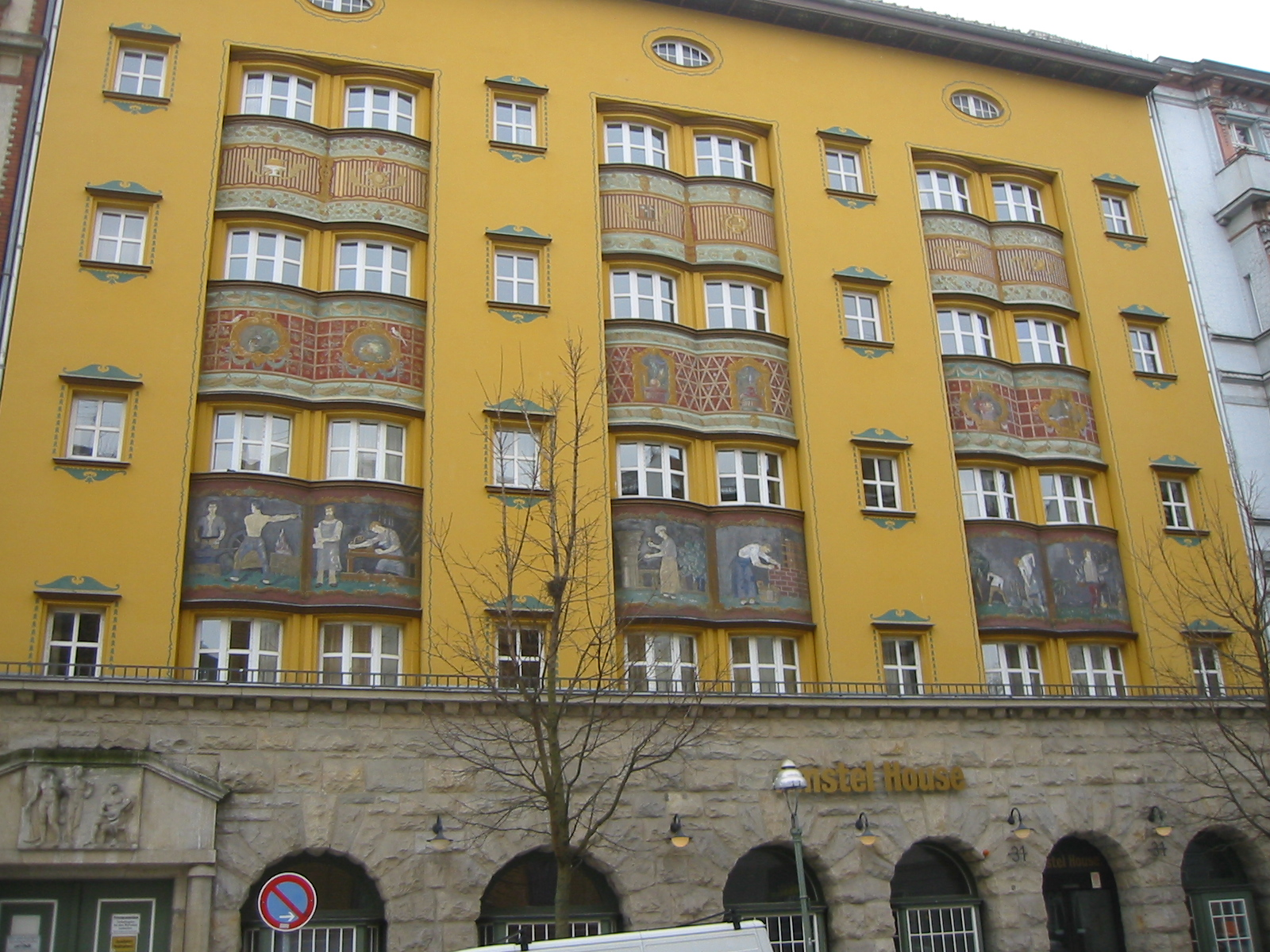
Ledigenheim für Männer in Berlin-Moabit

Zu Kohtz’ Frühwerk zählen das Verwaltungsgebäude für den Bund deutscher Landwirte (1909/1911) in Schöneberg sowie ein Ledigenwohnheim in Moabit (1913/1914). Letzteres weist Anklänge eines klassizierenden Jugendstils auf. Nach dem Ersten Weltkrieg beschäftigte sich der Architekt zunehmend mit Fragen der Stadtentwicklung. Bekanntester Beitrag ist sein Entwurf für das „Reichshaus“ (1920/1921), ein pyramidenartig gestaffeltes, etwa 200 m hohes Bürohaus in unmittelbarer Nähe zum Reichstagsgebäude im Berliner Spreebogen. In diesem Gebäude sollten mehrere Reichsbehörden ihren Sitz haben. Die Vorliebe für Monumentalität und Hochhäuser beherrschten die praktische und theoretische Arbeit des Architekten zeitlebens.
In seinen architekturtheoretischen Abhandlungen äußerte Otto Kohtz Kritik an den Arbeiterwohnbauten, den sog. Mietskasernen. Sein Gegenvorschlag waren „deutsche Hochhäuser“ in Abgrenzung zur amerikanischen Bauweise. Mehrere Hochhausprojekte, u. a. am Bahnhof Friedrichstraße, folgten. Aus soziopsychologischen Erwägungen dürften diese Ansätze nach den Erfahrungen mit den Großsiedlungen der Nachkriegszeit heute zumindest für Wohnbebauung als überholt gelten.

Privathaus von Otto Kohtz in Berlin-Dahlem

Otto Kohtz’ selbst entworfenes Privathaus (1922/23) im Villenvorort Berlin-Dahlem präsentiert sich schnörkellos und von formaler Strenge mit reduziert-klassizistischen Zitaten, wie einem Säulenportikus. In seiner Gestalt ist es ein Solitär. Eigentümer war bis 2011 die Technische Universität Berlin, in deren Architekturmuseum auch zahlreiche seiner Entwurfszeichnungen zu finden sind. Wie viele andere seiner Bauwerke steht die Villa unter Denkmalschutz. Sie wurde in den 2010er Jahren denkmalgerecht saniert.

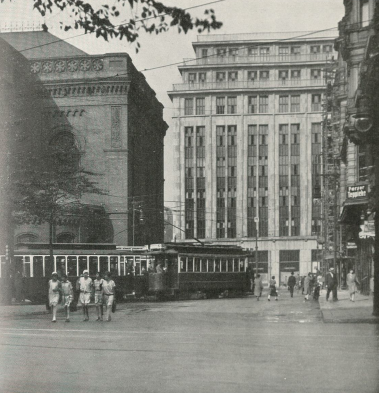
Scherlhaus (1928)

1925 wurde nach seinen Plänen der Neubau des Scherl-Verlages im Berliner Presseviertel nahe der Kochstraße errichtet.
Ende der 1920er Jahre baute Kohtz für die UFA deren erstes Tonfilmstudio, das wegen seines Grundrisses auch „Tonkreuz“ genannt wird. In den Folgejahren zeichnete er für den Neu- bzw. Umbau weiterer UFA-Ateliergebäude an der Oberlandstraße in Berlin-Tempelhof und Neubabelsberg verantwortlich. 1936/1938 wurde nach seinem Plan das Verwaltungsgebäude des Reichsnährstandes mit Reliefs von Herbert Volwahsen in Dresden errichtet. Hier ist die Staffelung des Gebäudes ähnlich seinem Entwurf für das „Reichshaus“ wieder erkennbar. Wohl vor allem aus Rücksicht vor der historischen Umgebungsbebauung, namentlich der Frauenkirche, unterblieb jedoch eine größere vertikale Betonung. Alle Bauten sind bei funktionalistischer Strenge von Monumentalität und Einflüssen eines „vergröberten“ Klassizismus gekennzeichnet.
In den späten 1930er Jahren entwarf der Künstler die Vision einer Hochschulstadt, die auf dem Gelände des heutigen Teufelsberges in Berlin-Grunewald entstehen sollte. Abermals sah Kohtz monumentale aneinandergereihte Hochhausscheiben vor, deren Vorplatz von langen, massiv wirkenden Gebäudeblöcken flankiert werden sollte. Begonnen wurde stattdessen die Ausführung eines anderen Entwurfs, der bis zum Rohbau gelangte, nach dem Krieg jedoch weitgehend als Baumaterial verwendet und mit Trümmerschutt bedeckt wurde.
Während des Zweiten Weltkriegs war Otto Kohtz maßgeblich an Bauvorhaben für die Heinkel-Werke in Oranienburg beteiligt.
In der frühen Nachkriegszeit setzte er seine Hochhauskonzepte als Wiederaufbauplanung fort und realisierte noch einige Gebäude in Berlin, so ein Synchronstudio in Berlin-Tempelhof (1946–1948), ehe er kurz vor Weihnachten 1956 im Alter von 76 Jahren in seiner langjährigen Wahlheimat starb.
Kohtz war Mitglied im Bund Deutscher Architekten (BDA) und in der Freien Deutschen Akademie des Städtebaus.

## Werk

### Bauten (Auswahl)
- zwischen 1902 und 1912: „zahlreiche Erweiterungsbauten“[2] für das Kraftwerk Schöneberg der Elektrizitätswerk Südwest AG (ESA) in Berlin-Schöneberg, Tempelhofer Weg (mit Emil Schütze, zerstört)[3][4]
- vor 1907: Grabdenkmal Maassen in Berlin (Bildhauer: Hugo Lederer)[4]
- 1909–1911: Verwaltungsgebäude für den Bund der Landwirte in Berlin, Obere Friedrichsvorstadt, Dessauer Straße[5][6]
- vor 1911: Geschäftshaus in Berlin, Friedrichstadt, Kanonierstraße 2[7] (mit Emil Schütze; zerstört)
- 1913–1914: Ledigenwohnheim Wichern-Haus in Berlin-Moabit, Waldenserstraße 31 (unter Denkmalschutz)[8]
- 1913: Kirche und Umbau des Herrenhauses auf Gut Petkus für Ferdinand von Lochow in Petkus (Baruth/Mark)
- 1913: Umbau der Villa Griebenow in Vetschau im Spreewald (abgerissen)[9][10]
- 1922–1923: eigenes Wohnhaus von Otto Kohtz in Berlin-Dahlem, Schweinfurthstraße 24 / Hellriegelstraße (unter Denkmalschutz)[11]
- 1925: Verlagshaus Scherl in Berlin, Friedrichstadt, Jerusalemer Straße 56/57/58 / Kochstraße (nur teilweise ausgeführt; kriegszerstört)[12]
- 1929–1930: UFA-Tonfilmstudio (genannt „Tonkreuz“) in Neubabelsberg[13]
- vor 1931: Um- und Neubau der UFA-Ateliers in Berlin-Tempelhof[14]
- vor 1931: Lichtspielhaus der UFA in Freiburg im Breisgau[14]
- 1936–1938: Verwaltungsgebäude des Reichsnährstands in Dresden, Ammonstraße 8 / Feldgasse
- 1942–1943: Heinkel-Werke in Oranienburg (weitgehend kriegszerstört)
- 1946–1948: Synchronstudio in Berlin-Tempelhof

### Entwürfe (Auswahl)
- 1904: Wettbewerbsentwurf für die Festhalle in Landau (angekauft, nicht ausgeführt)[15]
- 1906: Wettbewerbsentwurf für den Warenhaus-Neubau der Leonhard Tietz AG in Düsseldorf (angekauft, nicht ausgeführt)[16]
- 1907: Wettbewerbsentwurf für den Ausbau des Freiberger Doms (mit Emil Schütze; prämiert mit einem von drei 2. Preisen)[17]
- 1910: Wettbewerbsentwurf für das Bismarck-National-Denkmal auf der Elisenhöhe bei Bingerbrück[18][19]
- 1913: Ideenskizze für das Neue Königliche Opernhaus in Berlin auf dem Bismarckplatz[20]
- 1920: Turmhaus für den Blücherplatz in Berlin[21]
- 1920: Hochhaus auf dem Gelände der vormaligen Garde-Kaserne in Berlin, Spandauer Vorstadt, Johannisstraße / Friedrichstraße / Ziegelstraße (Grundstück des 1981–1984 erbauten Friedrichstadtpalasts)[21]
- 1920–1921: Entwurf für das Reichshaus am Königsplatz[22]
- 1921: Bürohochhaus in den Ministergärten in Berlin[21]
- 1920: Büroturmhausgruppe an der Prinz-Albrecht-Straße in Berlin[21]
- 1921/1922: Wettbewerbsentwurf für das Hochhaus am Bahnhof Friedrichstraße (prämiert mit einem von sechs 4. Preisen)[21]
- 1930–1931: Wettbewerbsentwurf für ein Ukrainisches Staatstheater in Charkiw
- 1935: Hochhausprojekt zur Altstadtsanierung in Berlin-Mitte, Alte Schönhauser Straße[21][23]
- 1935: Friedrichs-Theater in Dessau[24]
- 1937–1938: Hochschulstadt in Berlin-Charlottenburg[25]
- 1938–1940: Deutsche Filmakademie Babelsberg
- 1945: Wiederaufbauplan mit Hochhausscheiben für Berlin[26]

### Schriften
- Gedanken über Architektur. Baumgärtel, Berlin 1909.
- Das Reichshaus am Königsplatz in Berlin. Ein Vorschlag zur Verringerung der Wohnungsnot und der Arbeitslosigkeit. Architekturverlag „Der Zirkel“, Berlin 1920.
- Büro-Turmhäuser in Berlin. Selbstverlag, Berlin-Friedenau 1921.
- Entwürfe für Bauten der Universum Film A.-G. in Babelsberg 1939 bis 1940. o. J. (ca. 1940) (laut KOBV-Datenbank)